# Museo nazionale dell'azulejo
Il Museo Nazionale dell'Azulejo (in portoghese Museu Nacional do Azulejo), situato a Lisbona, nella freguesia di Penha de França, in rua Madre de Deus, tra avenida Infante Dom Henrique e avenida Afonso III, è ospitato nell'ex convento da Madre de Deus. 

## Storia

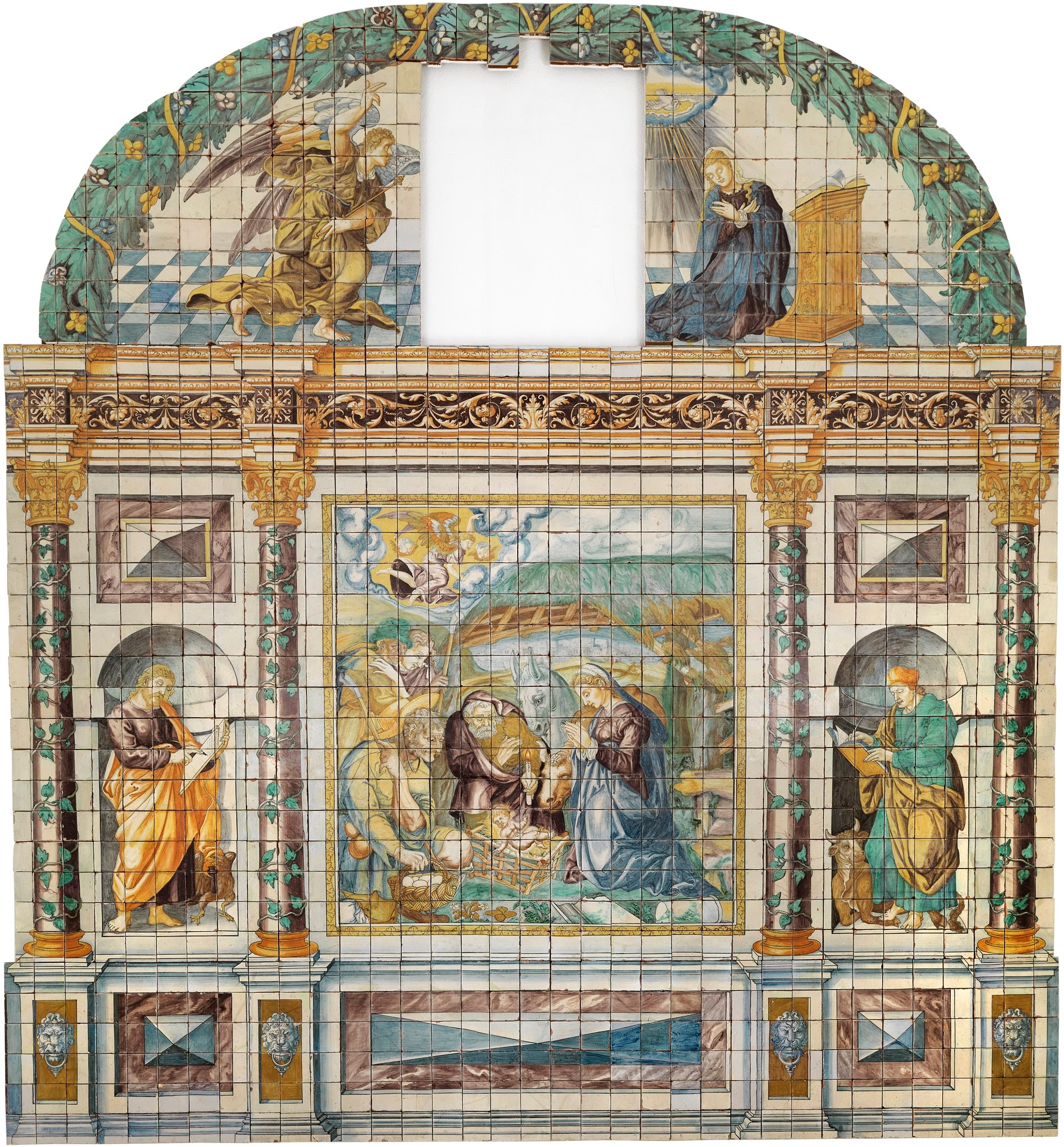
Il Retábulo de Nossa Senhora da Vida, risalente al 1580 e attribuito a Marçal de Matos. Proviene dalla Capela de Nossa Senhora da Vida, presente nell'Igreja de Santo André, seriamente danneggiata dal terremoto di Lisbona del 1755 e demolita nel 1845.

Il convento originario fu fondato nel 1506 dalla regina Eleonora di Viseu e attraverso i secoli ha goduto del patronato e della protezione dei regnanti.
Nella prima metà del XVIII secolo il convento fu restaurato. La chiesa e le stanze principali furono decorate con affreschi, piastrelle di ceramica e pannelli di legno intagliati e dorati, componendo insieme uno dei massimi esempi di barocco portoghese. Fu la presenza di tali enormi pannelli in ceramica e del modo come essi formano una parte integrante con il convento che suggerì di collocare qui il museo.
Il convento stesso è un museo data la presenza di innumerevoli opere pittoriche, enormi decorazioni in legno intagliato e grandi pannelli di azulejo che ornano sia la chiesa che le stanze principali del convento. Bellissime sono le decorazioni di azulejo che abbelliscono le pareti della scalinata principale; così come lo sono quelle della sagrestia, del Coro Alto, della Cappella di Sant'Antonio.
Nel museo annesso si possono osservare azulejos provenienti da varie parti del Portogallo e appartenenti ad epoche diverse. L'esposizione permanente permette di conoscere l'evoluzione degli azulejos nel Portogallo dal XV secolo al XX secolo da piccoli, antichi frammenti fino ad opere di grandi dimensioni (come l'enorme Retábulo de Nossa Senhora da Vida, pannello di 500 cm x 495 cm). Molte le opere eseguite fra il 1500 e il 1700. Il museo comprende anche opere più recenti, tra le quali risultano particolarmente interessanti quelle di Rafael Bordalo Pinheiro, realizzate in stile liberty.